# Buladó
Pour plus de détails, voir Fiche technique et Distribution.
Buladó est un film néerlandais réalisé par Eché Janga, sorti en 2020. Il a été tourné sur l'île de Curaçao.

## Synopsis
Dans une décharge, le rationnel Ouira et le spirituel grand-père Weljo se disputent. Kenza, 11 ans, cherche à tracer sa propre route.

## Fiche technique
- Titre : Buladó
- Réalisation : Eché Janga
- Scénario : Esther Duysker et Eché Janga
- Musique : Christiaan Verbeek
- Photographie : Gregg Telussa
- Montage : Pelle Asselbergs
- Production : Koji Nelissen et Derk-Jan Warrink
- Société de production : Keplerfilm
- Société de distribution : Les Films du préau (France)
- Pays de production :  Pays-Bas et  Curaçao
- Langues originales : papiamento et néerlandais
- Genre : drame
- Durée : 87 minutes
- Dates de sortie :
  - Brésil : 25 septembre 2020
  - Pays-Bas : 1er octobre 2020
  - France : 9 février 2022

## Distribution
- Tiara Richards : Kenza
- Felix de Rooy : Weljo
- Everon Jackson Hooi : Ouira
- Vanessa Abad : Sara
- Bert Aengenendt : l'investisseur blanc
- Esperanza Copini : Sara
- Alex de Lanoy : Emanuel
- Chanella Hodge : Nilfa
- Janise Maria Hooi : la directrice de l'école
- Brend Kouijzer : le golfeur
- Mimoushka Lieuw : le professeur Janga
- Idelma Mercelina : le caissier
- Juric Phelipa : Weljo jeune
- Zahavi Ricardo : Roley

## Distinctions
Le film a reçu le Veau d'or du meilleur film lors du Festival du cinéma néerlandais d'Utrecht en 2020.